# Эндрюс, Томас Хирэм
Томас Хирэм Эндрюс (англ. Thomas Hiram Andrews) — американский политик-демократ, представлявший 1-й избирательный округ Мэна.

## Биография
В 1976 году закончил Боудин-колледж. В 1983 избран в Палату представителей Мэна, а в 1985 в Сенат.
В 1990 году баллотировался в Палату представителей, победив Джозефа Брэннана.
В 1994 объявил о том, что переизбираться в Палату представителей не будет, но собирается занять кресло уходящего Джорджа Митчелла. Эндрюс проиграл республиканцу Олимпии Сноу.
В настоящее время Томас Эндрюс является лидером организации «Победа без войны».